# Museo del Periodismo y las Artes Gráficas
El Museo del Periodismo y las Artes Gráficas (MUPAG) está ubicado en el Paseo Alcalde de la ciudad de Guadalajara, Jalisco, México. Inaugurado el 11 de agosto de 1994, se dedica a difundir información sobre la radio, el cine, el periodismo, la televisión e incluye talleres. El recinto es catalogado como monumento histórico por el Instituto Nacional de Antropología e Historia (INAH) para su preservación.

## Historia
El solar que ahora ocupa el museo fue sitio de la primera imprenta de Nueva Galicia en 1792. Era propiedad de Mariano Valdés Téllez Girón, hijo de Manuel Antonio Valdés, impresor de la Gaceta de México. El Padre de la Patria Miguel Hidalgo y Costilla y Francisco Severo Maldonado dieron la impresión del primer periódico independiente de toda Hispanoamérica, El Despertador Americano a partir de diciembre de 1810.
Un tiempo después el inmueble era de José Fruto Romero, originario de Torrecampo. Es de estilo neoclásico y tiene una fachada de cantera labrada y varios vitrales. Cuando fallece Romero en 1820, la casa pasa a manos de su viuda Petra Manjarrez Padilla.
A finales del siglo XIX, el comerciante cafetero Jesús Flores Arreola compra la casa. Flores estuvo viudo por muchos años hasta que decidió casarse nuevamente con Ana González Rubio, una costurera cercana.
Doña Ana le pidió a su marido construir una segunda planta para la casa. En esa época solo las familias adineradas tenían los fines para edificar una casa así. El arquitecto Arnulfo Villaseñor Carrillo fue contratado para el proyecto terminado para 1896. Doña Ana también pidió dos esculturas de unos perros pointer inglés de la empresa J. L. Mott Iron Works de Nueva York e instaladas en las cornisas de la casa viendo hacia el norte y sur. Desde entonces es conocida popularmente como la Casa de los Perros.
En 1950 por iniciativa del gobernador José de Jesús González Gallo como parte de su gran renovación urbana del centro histórico amplió la avenida Alcalde. Esto requirió la demolición de nueve metros de la frente y la fachada de la casa que databan de 1896.
La casa quedó casi abandonada pero llegó a servir como restaurante y academia hasta que el ayuntamiento de Guadalajara lo adquirió en 1994 para convertirla en museo.
El museo fue cerrado en 2016 debido a la construcción de la Línea 3 del Tren Eléctrico Urbano de Guadalajara. Esto provocó afectaciones que forzaron el museo a mantenerse clausurado por seis años. Bajo de la supervisión de un equipo formado por la SICT, el INAH y la UNAM restauraron el museo para volver a abrir sus puertas en 2022.

## Exposición
El museo cuenta con varias salas permanentes. Hay una sala que se enfoca en la historia de diferentes formas de comunicación gráfica, desde la pintura rupestre hasta las primeras imprentas creadas tanto a nivel mundial como en Guadalajara. Las otras salas tocan el proceso de la impresión e incluyen algunas imprentas del siglo XIX. Se pueden observar varias máquinas usadas para la impresión de periódicos y revistas.
Hay cuatro salas temporales con exposiciones sobre el fotoperiodismo y ejemplares de las artes gráficas. Cuenta con un auditorio con una capacidad máxima de 80 personas. También hay una biblioteca especializada en el periodismo, además de una serie de videos sobre la historia del museo y del cine.

## Leyendas

### Don Jesús
Una leyenda cuenta que Doña Ana tenía un romance con su mayordomo curiosamente llamado José Cuervo, quien posteriormente se encargó de administrar toda la fortuna de su marido Don Jesús. Cuando fallece Don Jesús, Doña Ana se casa con Cuervo y se olvida de su recién difunto esposo y de la promesa de rezarle el rosario. La casa tuvo que ser abandonada ya que el alma de Don Jesús espantaba el lugar a raíz de su disgusto de ver lo que le había hecho su esposa.
Esta promesa remonta a la luna de miel de la recién casada pareja en Europa. En su viaje de regreso su barco estuvo a punto de hundirse. En medio de la incertidumbre se prometieron el uno al otro a rezar una novena en cada aniversario luctuoso. Ambos sobrevivieron.
El médico que atendió a Don Jesús en sus últimos días dispersó el rumor de que la casa le perteneciera a quien fuera a rezarle una novena en la tumba del difunto Don Jesús en el Panteón de Mezquitán. La persona tenía que hacerlo a la medianoche con una sola vela, pero nadie pudo hacerlo ya que salían corriendo del panteón a raíz de las voces de las ánimas.
Su cripta en el panteón es el más emblemático y tiene varios metros de profundidad. Con el paso de los años la gente le puso el nombre «Casa de los Perros», el mismo nombre que lleva la finca del fallecido Don Jesús.

### Los perros
Otra leyenda tiene que ver con las estatuas de los perros regalados de Doña Ana para su marido para recordarle los muchos perros que tenía él mientras estaba viudo. Se dice que en la noche se pueden ver los perros sentados junto a Don Jesús e incluso se llegan a mover.